# Astronomica (album)
Astronomica è il quarto album registrato in studio della band statunitense Crimson Glory, pubblicato nel 1999

## Il disco
Questo album, pubblicato alla fine del millennio, è stata una sorpresa per i fan del gruppo, che dopo otto anni di silenzio e l'abbandono del cantante Midnight (sostituito da Wade Black), che abbandonò il gruppo dopo Strange and Beautiful, non si aspettavano un nuovo album. Questo è stato il primo e ultimo album con Wade alla voce, difatti fu poi sostituito da Todd La Torre per un tour nel 2011 per festeggiare i 25 anni della band. Con questo album il gruppo non ottiene le stesse sonorità dei primi due lavori, Crimson Glory e Transcendence, e la band non ottiene il successo desiderato, difatti si sente la mancanza di Midnight in questo cd, nonostante egli non sia l'unica novità nella formazione, difatti si può notare Ben Jackson alla chitarra e Steve Wacholz (ex-Savatage) alla batteria. Dopo l'uscita di Astronomica, la band iniziò un tour che però fu presto bloccato, e seguì un lungo periodo di silenzio, fino al tour del 2011.

## Tracce
1. March To Glory – 3:29
2. War of The Worlds – 4:08
3. New Wold Machine – 4:14
4. Astronomica – 4:54
5. Edge of Forever – 5:47
6. Touch the Sun – 5:55
7. Lucifer' Hammer – 4:25
8. The Other Side of Midnight – 4:29
9. Cyber-Christ – 5:14
10. Cydonia – 5:49